# Polonezi
Polonezii (poloneză Polacy, AFI [pɔˈlat͡sɨ], la singular Polak ['pɔlak]) sunt o națiune de origine slavă care locuiește mai ales în Polonia, dar și în alte țări ale lumii. Religia lor predominantă este catolicismul roman, iar principala limbă vorbită este poloneza. Cuvântul „polonez” poate fi aplicat uneori și tuturor persoanelor care trăiesc în Polonia, indiferent de naționalitatea (etnia) lor.
În Europa (Germania, Franța, Marea Britanie, Rusia, Belarus, Lituania și Ucraina), America (Statele Unite ale Americii, Brazilia și Argentina) și Australia există o diasporă poloneză mare. În 1960, la Chicago, în Statele Unite, trăia cea mai mare populație poloneză urbană din lume, după Varșovia. În prezent, cea mai mare aglomerare urbană de polonezi este aglomerația urbană Katowice cunoscută sub numele de Metropola Silezia, de 2,7 milioane de locuitori.
Cu peste o mie de ani în urmă, a polanii din Giecz, Gniezno și Poznań - un trib influent din Polonia Mare - a reusit sa unească triburile Lechitic în ceea ce a devenit ulterior dinastia Piast, dând astfel naștere Statului polonez.

## Statistici
Polonezii sunt al șaselea cel mai mare grup național din Uniunea Europeană. Estimările variază în funcție de sursă, deși datele disponibile sugerează un număr total de aproximativ 60 de milioane de oameni din întreaga lume (cu aproximativ 21 de milioane în afara Poloniei, dintre care mulți nu sunt de etnie poloneză, dar sunt cetățenii polonezi). Sunt aproape 38 de milioane de polonezi, doar în Polonia. Există, de asemenea minorități poloneze în țările vecine, inclusiv Germania, și ca minorități indigene în Republica Cehă, Lituania, Ucraina, și Belarus. Există de asemenea grupuri de minorități indigene mai mici în țările vecine, cum ar fi Republica Moldova și Letonia. Există, de asemenea, o minoritate poloneză în Rusia, care include polonezi indigeni, precum și cei deportați cu forța în timpul și după al Doilea Război Mondial, numărul total de polonezi în ceea ce a fost fosta Uniune Sovietică este estimată la până la 3 milioane de persoane .
Termenul de "Polonia" (diasporă poloneză) este de obicei folosit în Polonia pentru a se referi la persoane de origine poloneză, care trăiesc în afara frontierelor poloneze, estimate oficial la aproximativ 10-20 milioane persoane. Există o diaspora poloneză notabilă în Statele Unite, Canada, și Brazilia. Franța are o relație istorică cu Polonia și are o populație relativ mare de descendenți din polonezi. Polonezii au trăit în Franța încă din secolul al XVIII-lea. În secolul al XX-lea, peste un milion de polonezi s-au stabilit în Franța, mai ales în timpul războaielor mondiale, printre care emigranții polonezi care fugeau fie de ocupația nazistă sau de regimul de tip sovietic de mai târziu.
În Statele Unite, un număr semnificativ de imigranți polonezi s-au stabilit în Chicago, Ohio, Detroit, New York, Orlando, Pittsburgh, Buffalo și New England.
Cea mai mare concentrație de polonezi din Statele Unite se află în New Britain, Connecticut. Majoritatea canadienilor polonezi au sosit în Canada în al Doilea Război Mondial. Numărul de imigranți polonezi a crescut între 1945 și 1970, și din nou după căderea comunismului în Polonia în 1989. În Brazilia, majoritatea imigranților polonezi s-au stabilit în statul Paraná. Un număr mai mic, dar semnificativ s-a stabilit în statele din Rio Grande do Sul, Espírito Santo și São Paulo (stat). Orașul Curitiba are a doua cea mai mare diasporă poloneză din lume (după Chicago), muzica , feluri de mâncare și cultura poloneză sunt destul de comune în regiune.
În ultimii ani, de la aderarea la Uniunea Europeană, mulți polonezi au emigrat în țări cum ar fi Irlanda, unde aproximativ 200.000 de polonezi au intrat pe piața forței de muncă. Se estimează că peste o jumătate de milion de polonezi au venit să lucreze în Regatul Unit. Din 2011, polonezii au fost în stare să lucreze în mod liber pe teritoriul UE și nu doar în Marea Britanie, Irlanda, ci și în Danemarca și Suedia, unde au avut drepturi limitate de la aderarea Poloniei la UE în 2004. Comunitatea poloneză din Norvegia a crescut substanțial și a crescut la un număr total de 120.000, ceea ce face ca polonezii să fie cel mai mare grup de imigranți în Norvegia.
Înainte de al Doilea Război Mondial, mulți evrei polonezi au devenit adepți ai sionismului și, ulterior, au emigrat în timpul Mandatului Britanic în Palestina. În urma Holocaustului, marea majoritate a evreilor polonezi rămași în viață s-au mutat în Israel. Polonia este locul de unde au emigrat cei mai mulți evrei în Israel.

## Cultură
Cultura Poloniei are o istorie de 1.000 ani. Situată în Europa Centrală, caracterul culturii s-a dezvoltat ca rezultat al geografiei sale, fiind la confluența culturilor din Europa Centrală (germană, ucraineană, cehă și austriacă) și culturile din Europa de Vest (franceză și olandeză), culturile din sudul Europei (italiană și turcă), culturile europene nordice (lituaniană, suedeză și daneză) și culturi din Europa de Est ( ucraineană și rusă), împreună cu influența culturală a culturii evreiești. Confluențe au fost transmise și de către imigranți (evrei, germani și olandezi), alianțele politice (cu Lituania, Ungaria, Saxonia, Franța și Suedia), cuceriri ale statului polonez (Ucraina, Belarus și Letonia) sau cuceritori al Poloniei (Rusia, Regatul Prusiei, Monarhia habsburgică, mai târziu Imperiul austriac și Imperiul Austro-Ungar).
De-a lungul timpului cultura poloneză a fost foarte mult influențată de legăturile sale cu cele germanice, grupurile și minoritățile etnice latine și alte culturi ale celor care trăiesc în Polonia, cum ar fi evreii. Oamenii din Polonia au fost în mod tradițional văzuți de artiști din străinătate (în special Italia) ca ospitalieri și deschiși la tendințele culturale și artistice populare din alte țări Europene. Având în vedere această locație centrală, polonezii au venit foarte devreme în contact cu ambele civilizații - est și de vest, precum și ca urmare s-au dezvoltat economic, cultural și politic. Un general german, Helmuth Karl Bernhard von Moltke, în scrierile sale (1885), declara că Polonia înainte de împărțirea sa a fost "țara cea mai civilizată în Europa".
În secolele XIX și XX, polonezii au pus accentul pe dezvoltare culturală de multe ori dând prioritate față de activitatea politică și economică, din cauza căreia s-au confruntat cu crize severe, mai ales în timpul celui de-al Doilea Război Mondial și în anii următori. Acești factori au contribuit la caracterul versatil al artei poloneze, cu toate nuanțele sale complexe.

## Limba
Limba poloneză ( în poloneză język Polski, Polszczyzna ) este o limbă slavă de Vest și limba oficială a Poloniei. Standardul său scris este alfabetul polonez, care corespunde practic alfabetului latin, cu câteva completări. Vorbitorii limbii poloneze folosesc limba în mod uniform în cele mai multe zone din Polonia, deși există numeroase dialecte care coexistă alături de limba poloneză.

## Literatura
Literatura poloneză este tradiția literară a Poloniei. Literatura poloneză a fost scrisă în limba poloneză, deși alte limbi, folosite în Polonia de-a lungul secolelor au contribuit, de asemenea, la tradiții literare poloneze, inclusiv limbile latină, idiș, lituaniană, ucraineană, belarusă, germană și esperanto.

## Religia
Cei mai mulți polonezi sunt creștini, majoritatea aparținând Bisericii Romano-Catolice.